# Aracima sachalinensis
Aracima sachalinensis är en fjärilsart som beskrevs av Matsumura 1925. Aracima sachalinensis ingår i släktet Aracima och familjen mätare. Inga underarter finns listade i Catalogue of Life.